# التاريخ الاقتصادي لأيرلندا
يبدأ التاريخ الاقتصادي لأيرلندا في نهاية العصر الجليدي عندما وصل أول البشر إلى هناك. بدأت الزراعة نحو 4500 عام قبل الميلاد. جاءت تكنولوجيا الحديد مع الكلتيين نحو 350 قبل الميلاد. ذهبت معظم صادرات إيرلندا إلى إنكلترا من القرن الثاني عشر إلى سبعينيات القرن العشرين. وخلال هذه الفترة، شكلت المواد الغذائية صادرات إيرلندا الرئيسة. وفي القرن العشرين، تنوع الاقتصاد الإيرلندي ونما. وتعتبر إيرلندا الآن واحدة من أغنى البلدان في العالم من حيث إجمالي الناتج المحلي للفرد.

## حتى عام 1700
كان أول المستوطنين في إيرلندا من البحارة الذين عاشوا حياتهم بالاعتماد الكبير على صيد السمك والصيد عمومًا بالإضافة إلى التجميع. كان هذا مجمل الاقتصاد الإيرلندي لنحو 3500 شخص، حتى عام 4500 قبل الميلاد عندما أصبحت الزراعة وصناعة الفخاريات أكثر انتشارًا. تم استيراد الأغنام والماعز والمواشي والحبوب من بريطانيا وأوروبا. أما المحاصيل الأساسية التي كانت تُزرع فهي القمح والشعير. كان هناك انهيار اقتصادي نحو عام 2500 قبل الميلاد وتراجع عدد السكان من ذروته التي بلغت نحو 100 ألف. بدأت الأعمال المعدنية في إيرلندا نحو 2500 عام قبل الميلاد، وكان البرونز المعدن الأساسي المستخدم. كانت السيوف والفؤوس والخناجر والبليطات والمطارد والمخارز وأواني الشرب والأبواق على شكل القرن تُنتج في الفترة ما بين 2500 – 700 عام قبل الميلاد (العصر البرونزي). بدأ التعدين أيضًا نحو هذا الوقت. يُعتقد أن المناجم في منطقة كورك قد أنتجت ما يبلغ 370 طنًا من النحاس خلال العصر البرونزي. جلب الكلتيون تقنية الحديد إلى إيرلندا نحو عام 350 قبل الميلاد. أسسوا ممالك ونظامًا للحكم مكّن تنظيم الاقتصاد للمرة الأولى. في القرن الثاني عشر، غزا النورمان إيرلندا. وخلال هذه الأوقات، ارتكز الاقتصاد بشكل أساسي على زراعة الكفاف، الشوفان والبطاطا بشكل رئيسي (بعد القرن السادس عشر) وأشكال أخرى من الحراثة. تطورت صناعة مهمة على الساحل الجنوبي وتضمنت صيد أسماك الرنكة ومعالجتها وتصديرها.

## القرن الثامن عشر
أما التغير الكبير في القرن الثامن عشر فكان كمًا كبيرًا من تنمية البنى التحتية في إيرلندا؛ تأسست العديد من الطرق المآصر من قبل برلمان إيرلندا من عام 1734. من 1756، بُنيت القناة الكبرى من دبلن باتجاه شانون؛ وتبعتها قناة ألستر (1783) وقناة رويال (1790). كشف «نزاع فاتورة المال» وجود فائض ضريبي بقي حتى تسعينيات القرن الثامن عشر. وفي القرن الثامن عشر، كانت التجارة الإنكليزية مع إيرلندا الفرع الأكثر أهمية من التجارة الخارجية الإنكليزية. سحب مالكو الأراضي الغائبون نحو 800 ألف جنية إسترليني سنويًا في إيجارات المزارع في الجزء الأول من القرن، وارتفع المبلغ إلى مليون جنيه إسترليني، في اقتصاد يبلغ 4 مليون جنيه إسترليني. أُزيلت غابات إيرلندا من أجل تصدير الأخشاب وصناعة الحديد المؤقتة في سياق القرن السابع عشر، واتجهت مناطق إيرلندا إلى تصدير لحم الخنزير ولحم البقر المملح والزبدة والجبن الصلب من خلال مسلخ ومدينة كورك الساحلية، التي زودت إنكلترا والبحرية الملكية البريطانية ومستعمرات السكر في الهند الغربية. تساءل أسقف كلوين «كيف من الممكن للأجنبي أن يفهم كيف أن نصف السكان يتضور جوعًا في بلد يتمتع بوفرة غذائية كبيرة؟» سببت المجاعة المرتبطة بالطقس في 1740-41 وفاة ثلث السكان في بعض المناطق. وعلى الرغم من هذا، تضاعف تعداد السكان من 2.5 مليون في عام 1700 إلى 5 ملايين في عام 1800. خنقت قوانين الملاحة تجارة إيرلندا وقللت صادراتها. وأُلغيت هذه القوانين في عام 1779 بسبب ضغط حزب الإيرلنديين الوطني، وعزز ذلك ازدهارًا قصيرًا في ثمانينيات القرن الثامن عشر. وتحت الضغط من اللحم المملح المصدر من البلطيق ومن الولايات المتحدة، اتجه مالكو الأراضي الإيرلندية الإنكليزية بشكل سريع إلى زراعة الحبوب للتصدير، بينما تناول معظم الإيرلنديون البطاطا والجريش. بُني مجلس المدينة في عام 1769 وفي عام 1781 بدأ كاستوم هاوس جديد.

## القرن التاسع عشر
سرعان ما شهد القرن التاسع عشر اندماج مملكة إيرلندا في مملكة بريطانيا العظمى، لإنشاء المملكة المتحدة لبريطانيا العظمى وإيرلندا ابتداءً من الأول من يناير 1801. كان لهذا الأمر نتائج واسعة الانتشار، وعلى وجه الخصوص عندما استغرق توقع التحرر الكاثوليكي الروماني وقتًا أطول للظهور مقارنة بما كان متوقعًا له، وترك إيرلندا ممثلة بشكل أساسي من قبل الأنجلو إيرلنديين واسكتلنديي ألستر في جلسة البرلمان المشتركة في وستمنستر.
ولمعظم القرن التاسع عشر، كانت المعامل الوحيدة في إيرلندا هي معامل النسيج في الشمال ومصنع غينيس للجعة ومصنع جيكوب للبسكويت في دبلن. وخلال معظم هذه الفترة، وفر الاقتصاد الإيرلندي مواد خامًا رخيصة مثل الخشب ولحم البقر والخضروات والرخام للاقتصاد البريطاني الأكثر صناعة. مرت إيرلندا بحالات ارتفاع وهبوط على الصعيد الاقتصادي خلال القرن التاسع عشر: من الازدهارات الاقتصادية خلال حروب نابوليون وفي أواخر القرن العشرين (عندما مرت بحالة صعود في النمو الاقتصادي لم يكن لها مثيل) حتى ازدهار «النمر الكلتي» في تسعينيات القرن العشرين، وصولًا إلى الانهيارات الاقتصادية الحادة وسلسلة من المجاعات التي كان آخرها مُهددًا في عام 1879. كان أسوأ هذه المجاعات مجاعة إيرلندا الكبرى بين الأعوام 1846 – 1848 وفيها فارق الحياة نحو مليون شخص ولم يتبق لمليون آخرين إلا خيار الهجرة، وتبعهم ملايين في العقود اللاحقة. يعود السبب في مشاكل إيرلندا جزئيًا إلى الحجم الصغير لملكيات الأراضي الإيرلندية. وعلى وجه التحديد، نص كل من القانون والتقليد الاجتماعي على تقسيم الأرض مع توريث كل الأبناء لحصص متساوية في المزرعة، ويعني ذلك أن المزارع قد أصبحت صغيرة لدرجة أن محصول واحد وهو البطاطا يمكن أن يُزرع بكميات كافية فقط لإطعام العائلة. وعلاوة على ذلك، كانت العديد من العقارات، التي استأجر منها المزارعون الصغار، تُدار من قبل مالكي الأراضي الغائبين وكانت تُرهن بشكل كبير في العديد من الحالات. أُصيبت الجزيرة بآفة البطاطا في عام 1845، وعندها لم يتمكن قسم كبير من سكان الأرياف من الوصول إلى الطعام المتبقي مثل القمح والمواشي وغيرها والتي كان من المقرر أن تُصدر إلى بريطانيا ولسوء الحظ خلال هذا الوقت، تمسك السياسيون البريطانيون مثل رئيس الوزراء روبرت بيل بسياسة اقتصاد مبدأ عدم التدخل، التي عارضت تدخل الدولة أيًا كان شكله. وبينما جُمع بعض المال من قبل الأفراد والجمعيات الخاصة (أرسل الأميركيون الأصليون الإمدادات، بينما تبرعت الملكة فيكتوريا شخصيًا بمقدار ألف جنيه إسترليني)، أدى كسل الحكومة البريطانية (أو على الأقل عملها غير الملائم) إلى مشكلة تحولت إلى كارثة؛ مُسحت طبقة الفلاحين أو عاملي المزارع بشكل فعلي. أنتجت المجاعة الموجة الضخمة الثانية من الهجرة الإيرلندية إلى الولايات المتحدة، وكانت أولى الهجرات في القرن الثامن عشر. كان هناك أيضًا كمية كبيرة من الهجرة إلى إنكلترا وإسكتلندا وكندا وأستراليا. أدى ذلك إلى عاقبة طويلة الأمد وهي إنشاء شتات إيرلندي كبير ومؤثر خصوصًا في الولايات المتحدة، ودعم هذا الشتات حركات استقلال إيرلندية مختلفة بداية من جماعة الإخوان الجمهوريين الإيرلنديين. من عام 1879 نشأت «حرب برية»  وبحلول عام 1903، كان العديد من المزارعين قادرًا على شراء أرضه لكنهم عادة ما كانوا يختارون قطعًا صغيرة وغير اقتصادية. في شرق ألستر، أدت الثورة الصناعية إلى التمدين السريع. زاد عدد سكان بلفاست من 7000 في عام 1800 إلى 400 ألف في عام 1900 فتفوقت على العاصمة السابقة دبلن. في تسعينيات القرن التاسع عشر، ازدهرت حركة التعاون الزراعي الإيرلندي وأصبحت هيئات مثل جمعية منظمة الزراعة الإيرلندية عناصر هامة في الاقتصاد. زادت التعاونيات إنتاجية الزراعة الإيرلندية بشكل كبير وخصوصًا في قطاع مشتقات الألبان، بينما لعبت أيضًا دورًا في نمو القومية الإيرلندية.